# Каменка (приток Красивой Мечи)
Каменка — река в России, протекает в Каменском районе Тульской области. Правый приток Красивой Мечи.

## География
Река Каменка берёт начало у деревни Барановка. Течёт на восток. Впадает в Красивую Мечу у деревни Родионовка. Устье реки находится в 184 км по правому берегу реки Красивая Меча. Длина реки составляет 25 км, площадь водосборного бассейна 421 км².
Наиболее крупный левый приток — река Ситовая Меча.

## Данные водного реестра
По данным государственного водного реестра России относится к Донскому бассейновому округу, водохозяйственный участок реки — Красивая Меча, речной подбассейн реки — бассейны притоков Дона до впадения Хопра. Речной бассейн реки — Дон (российская часть бассейна).